# فوسدينوفو
فوسدينوفو، (بالإنجليزية: Fosdinovo)‏، هي (بلدية) في مقاطعة ماسا كرارا، في توسكانا الإيطالية، وتقع على بعد حوالي 110 كم (68 ميل) شمال غرب فلورنسا، وحوالي 15 كم (9 ميل) شمال غرب ماسا.

## السكان
في سنة 1861 بلغ عدد السكان 4٬181 نسمة، وتطور العدد ليصل في سنة 2011 لـ 4٬971 نسمة.
يظهر هذا المخطط البياني تطور النمو السكاني لـ فوسدينوفو

## معرض صور

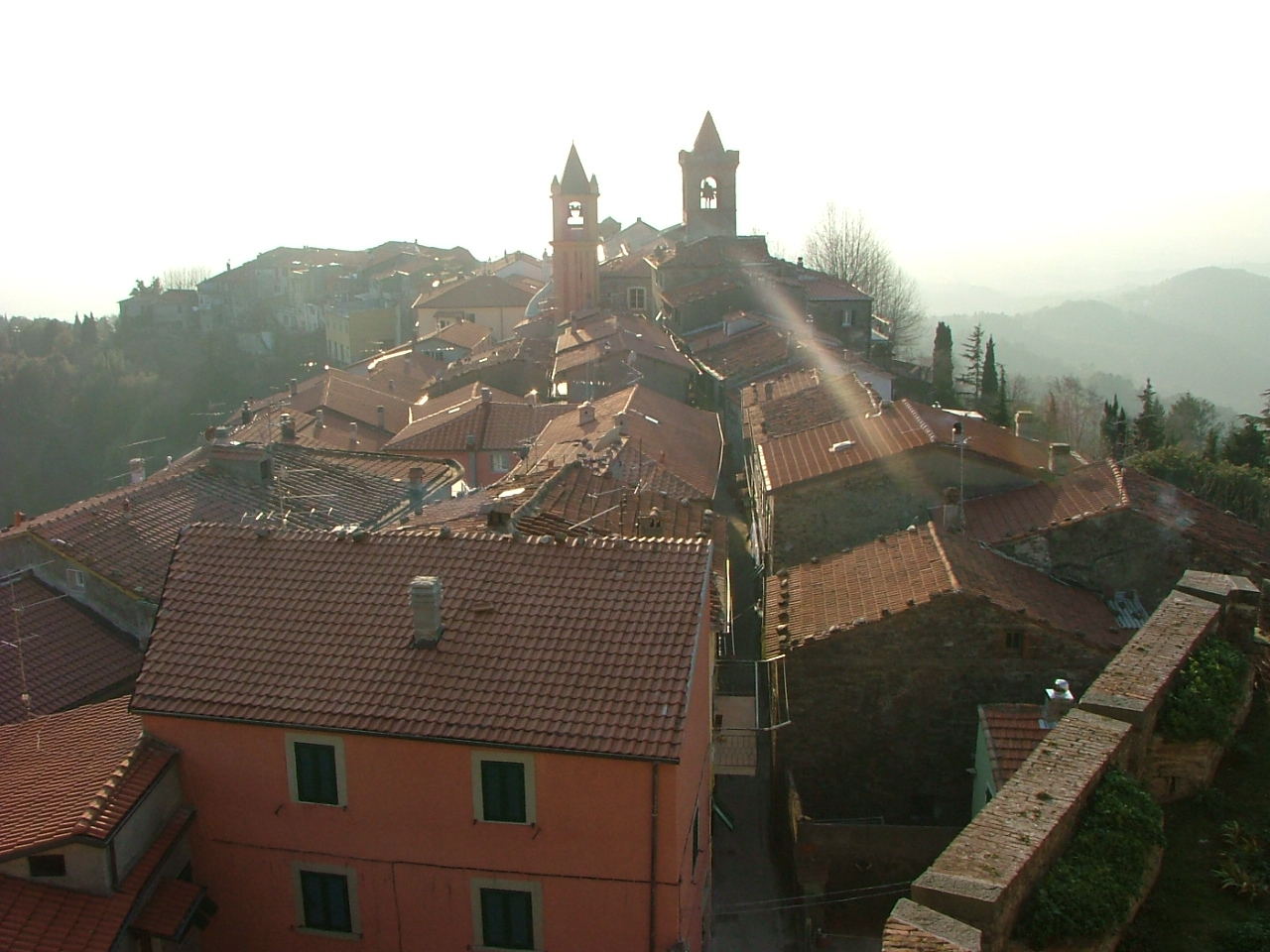
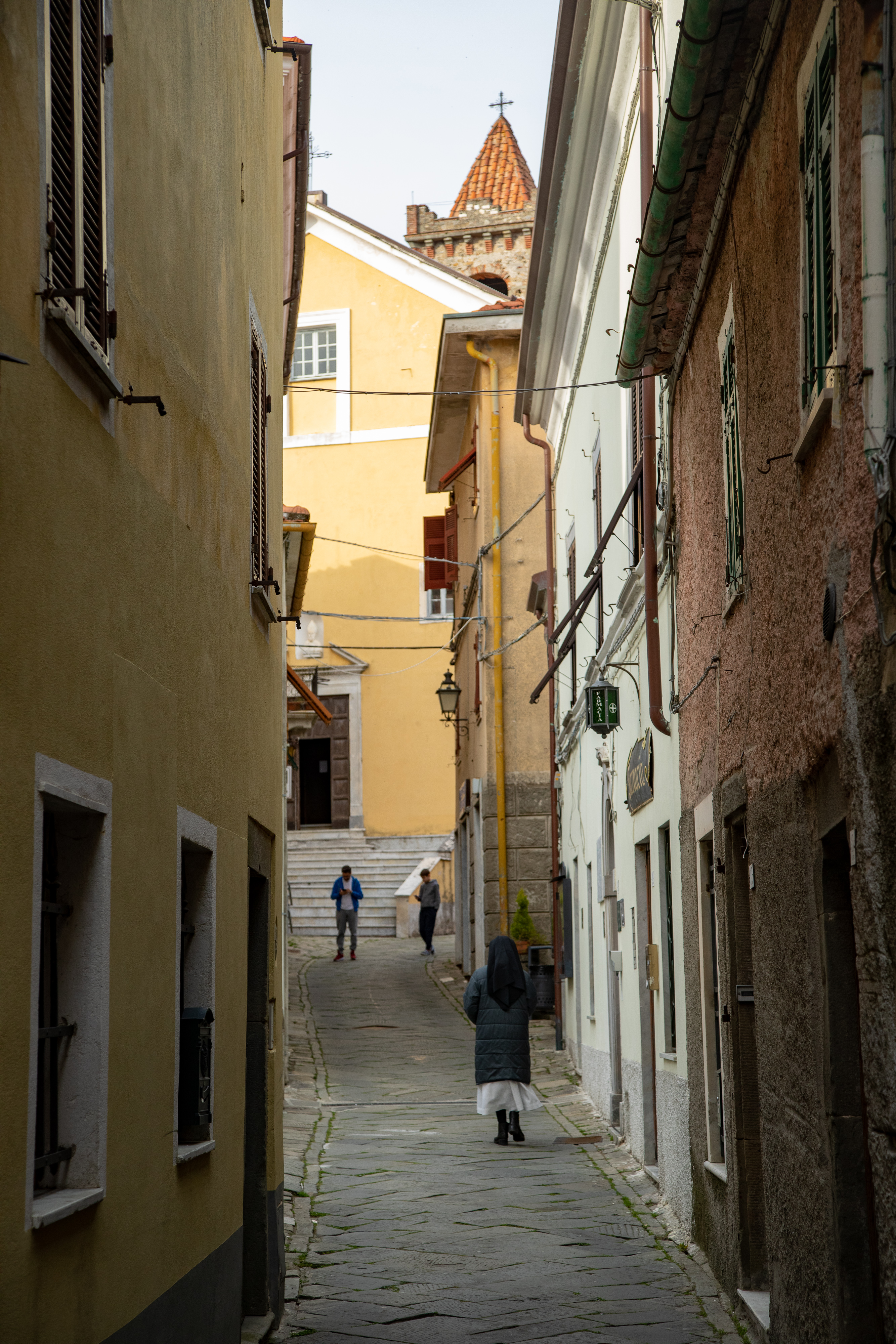
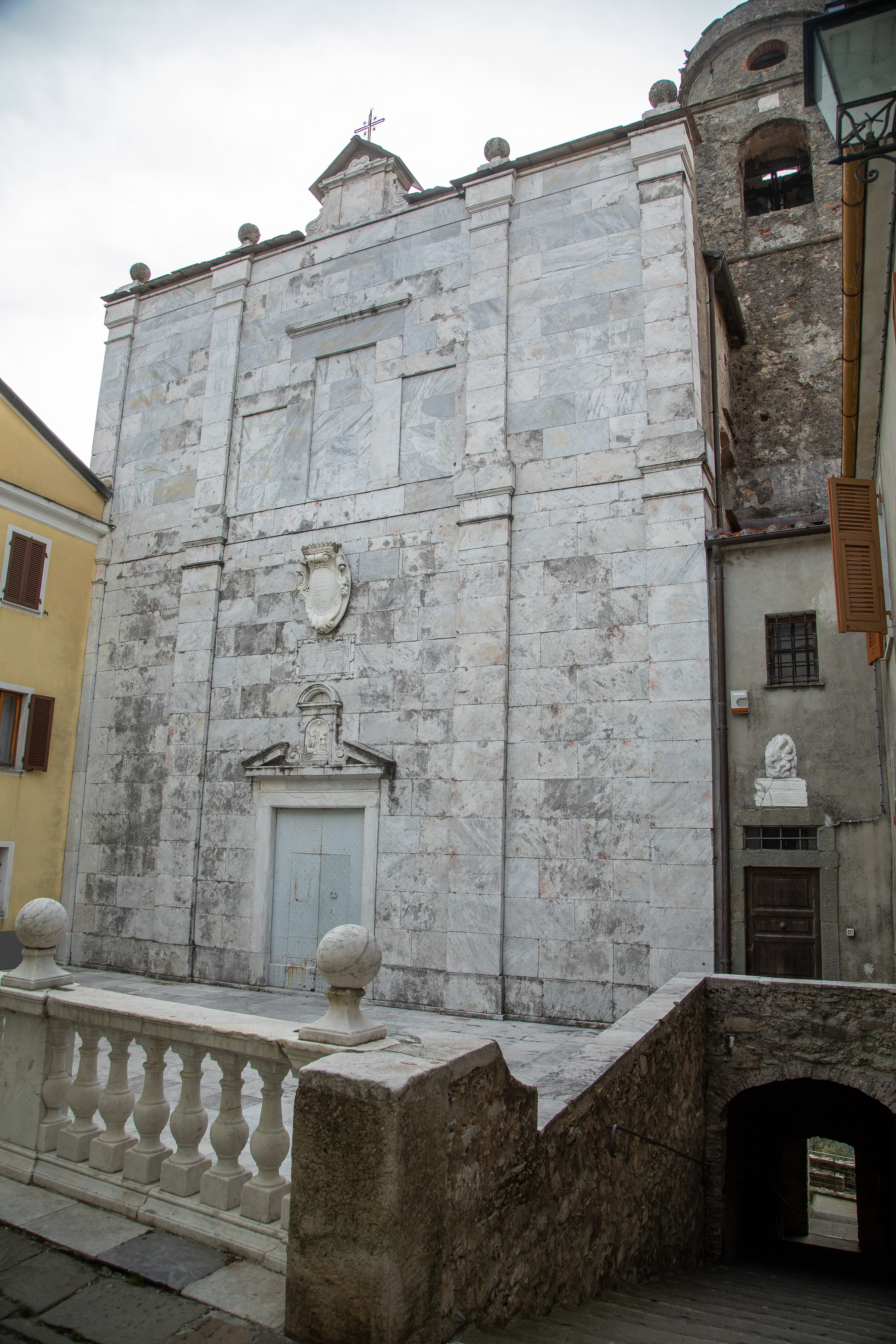
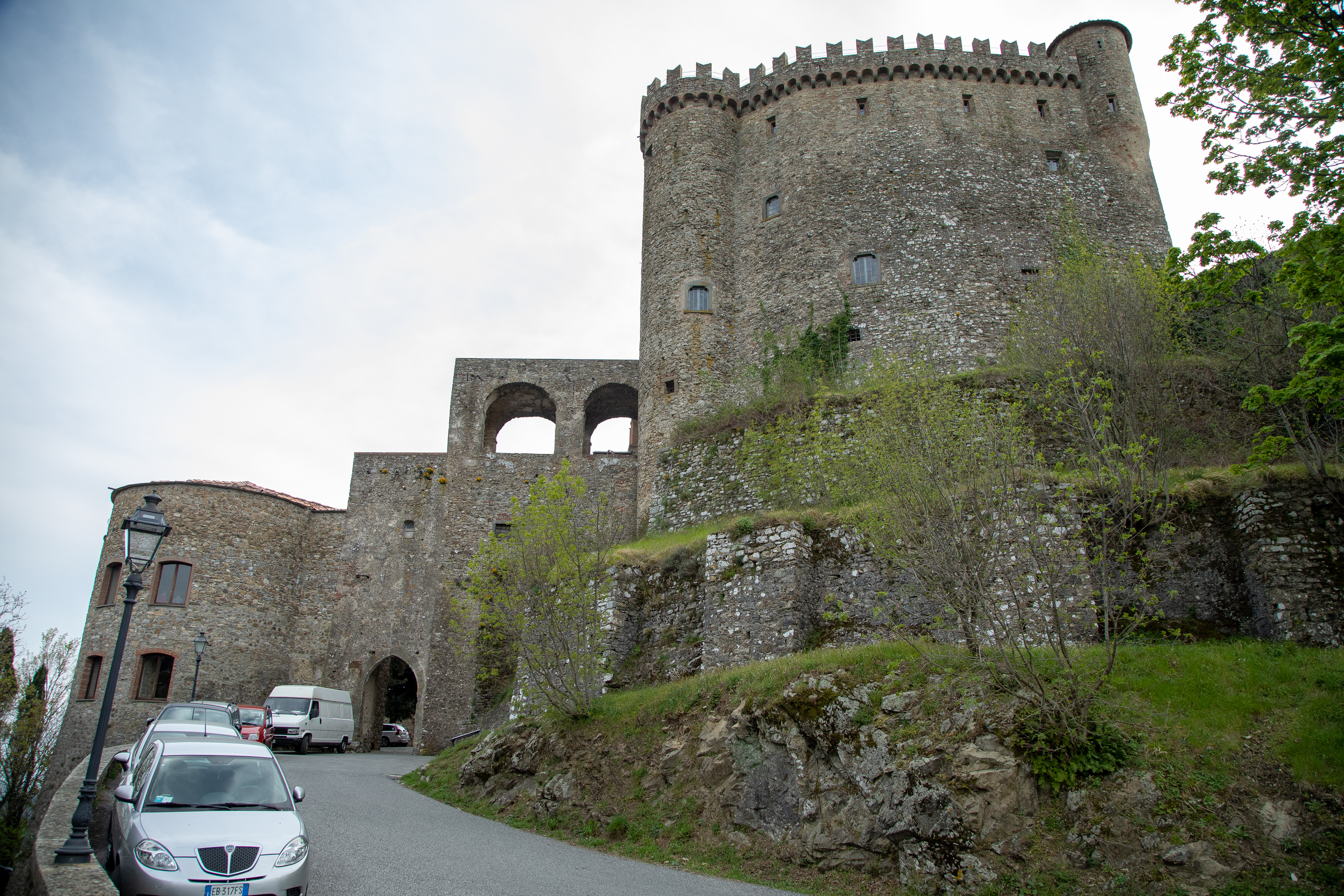
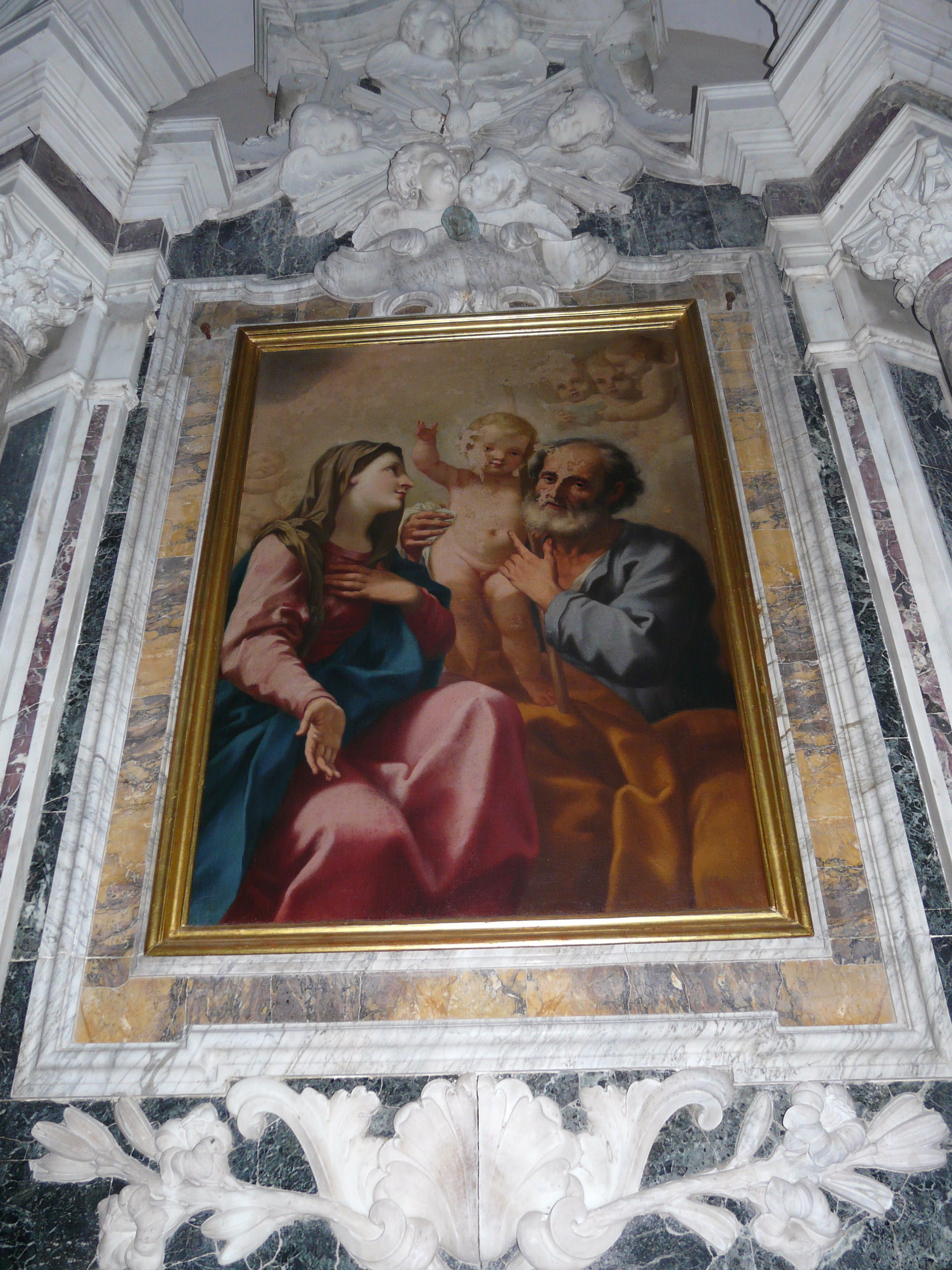

## أعلام
- توتو كوتونيو